# Marion Rousse
Marion Rousse (ur. 17 sierpnia 1991 r. w Saint-Saulve) – francuska kolarka szosowa, dziennikarka i działaczka kolarska.
Jej największym osiągnięciem był tytuł mistrzyni Francji w wyścigu ze startu wspólnego (2012 r.). Po zakończeniu kariery sportowej w 2015 r. zaczęła pracę we francuskiej telewizji, a od 2019 r. była zastępczynią dyrektora wyścigu Tour de la Provence. W 2021 r. została mianowana dyrektorką wyścigu Tour de France Femmes.
Partnerka mistrza świata Juliana Alaphilippe’a.

## Kluby
- 2015: Lotto Soudal Ladies[1]
- 2013–2014: Lotto Belisol Ladies[1]
- 2011–2012: Vienne Futuroscope[1]
- 2010: ESGL 93 - GSD Gestion[1]